# Simon Plaskie
Simon Plaskie (* 10. März 2001 in Bornem) ist ein belgischer Volleyballnationalspieler.

## Karriere
Plaskie begann seine Karriere in Puurs. Von dort ging er zur Topsportschool Vilvoorde. 2019 wechselte er zu Caruur Volley Gent. In der Saison 2021/22 spielte der Außenangreifer bei Decospan Menen. Anschließend ging er zum Ligakonkurrenten Knack Roeselare. Mit dem Verein wurde er 2023 belgischer Pokalsieger und Meister. 2024 gewann Roeselare erneut das Double. Anschließend wurde Plaskie vom deutschen Meister Berlin Recycling Volleys verpflichtet. Mit dem Verein gewann er den DVV-Pokal 2024/25 und die deutsche Meisterschaft. Auch 2025/26 spielt Plaskie für Berlin.